# Gabi Waldner

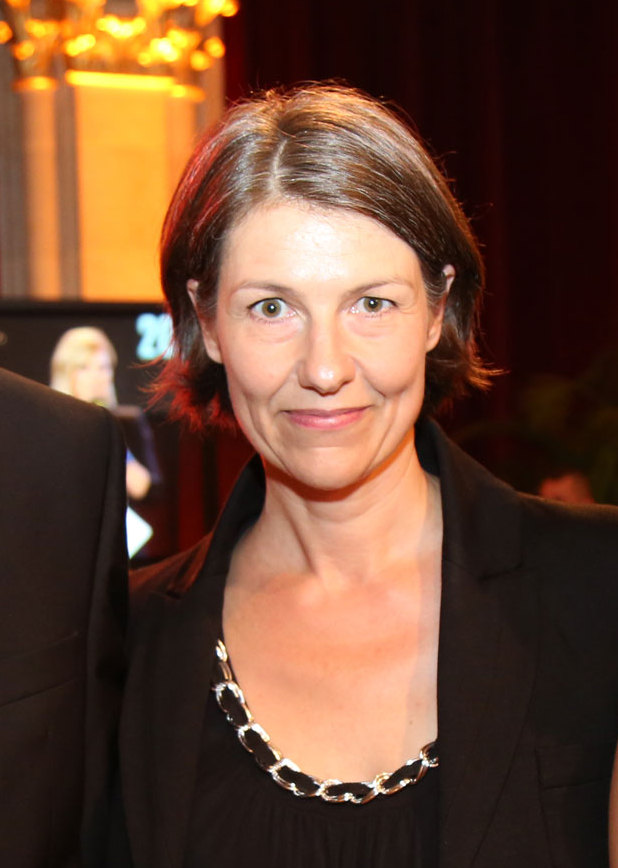
Gabi Waldner (2015)

Gabriele „Gabi“ Bernadette Waldner-Pammesberger (* 25. Jänner 1969 in Dellach, Kärnten) ist eine österreichische Journalistin. Seit Dezember 2023 ist sie Chefredakteurin des ORF.

## Leben
Gabi Waldner absolvierte das Studium der Publizistik und Politikwissenschaft an der Universität Wien (Titel der 1995 eingereichten Diplomarbeit: Bruno Kreisky, Medienstar. Zur Bedeutung von Kalkül und Intuition in der politischen Kommunikation). Seit dem Jahr 1996 arbeitet Waldner für die ORF-Radios im aktuellen Dienst, anfangs als Redakteurin und Sprecherin der stündlichen Nachrichten auf Ö1, Ö2 und Ö3. Ab 1998 gestaltete sie als Reporterin im Bereich Innenpolitik Berichte, Interviews und Analysen für die Ö1-Journale. Im Jahr 2002 wurde sie stellvertretende Leiterin des Hörfunk-Innenpolitik-Ressorts.
In den Blickpunkt einer breiten Öffentlichkeit trat Waldner erstmals als Moderatorin für das ORF-Fernsehen im Sommer 2006: Im Vorfeld der  Nationalratswahl führte sie TV-Interviews mit österreichischen Spitzenpolitikern in den traditionellen Sendungen Pressestunde und Sommergespräche.
Außerdem moderierte Gabi Waldner ab September 2005 die politische Diskussionsrunde „Im Klartext!“, die jeden Monat im Wiener Radiokulturhaus über die Bühne geht und seit Jänner 2007 auch live auf Ö1 übertragen wird. Von April 2007 bis September 2007 präsentierte sie, alternierend mit Elmar Oberhauser und Peter Pelinka, den Polittalk „Im Zentrum“, der als Nachfolgemagazin von „Offen gesagt“ immer sonntags auf ORF 2 ausgestrahlt wird.
Bis 2012 moderierte sie das Fernsehmagazin Report (ORF 2), das sie – als Stellvertreterin von Robert Wiesner – auch gemeinsam mit ihm leitete. Im Dezember 2012 wurde sie zur Leiterin des Ressorts „Journale“ (Morgenjournal, Mittagsjournal etc.) bei Ö1 bestellt, wobei sie die Moderation des „Reports“ an ihre ORF-Kollegin Susanne Schnabl abgab. 2023 übernahm sie interimistisch die Radio-Chefredaktion im ORF. Sie folgte auf Hannes Aigelsreiter, der ORF-Sportchef wurde. Mit 1. Dezember 2023 wurde sie neben Johannes Bruckenberger und Sebastian Prokop Chefredakteurin im ORF-Newsroom in der Chefredaktion Multimediale Fachressorts.

## Privat
Waldner ist die Schwester des ehemaligen österreichischen Botschafters in Washington D. C., Wolfgang Waldner und Ehefrau des Kurier-Karikaturisten Michael Pammesberger.

## Werke
- Mit Ingrid Brodnig (Hg.), Florian Klenk (Hg.), Armin Wolf (Hg.): Praktischer Journalismus. Ein Lehrbuch für den Berufseinstieg und alle, die wissen wollen, wie Medien arbeiten. Falter Verlag, Wien 2024, ISBN 978-3-99166-007-1.

## Auszeichnungen
- Im Mai 2008 wurde Gabi Waldner für ihre Radiointerviews mit dem Robert-Hochner-Preis ausgezeichnet.
- 2017: Medienlöwin in Gold[7]